# Isolant électrique
Pour un article plus général, voir Diélectrique.
Pour les articles homonymes, voir Isolant.

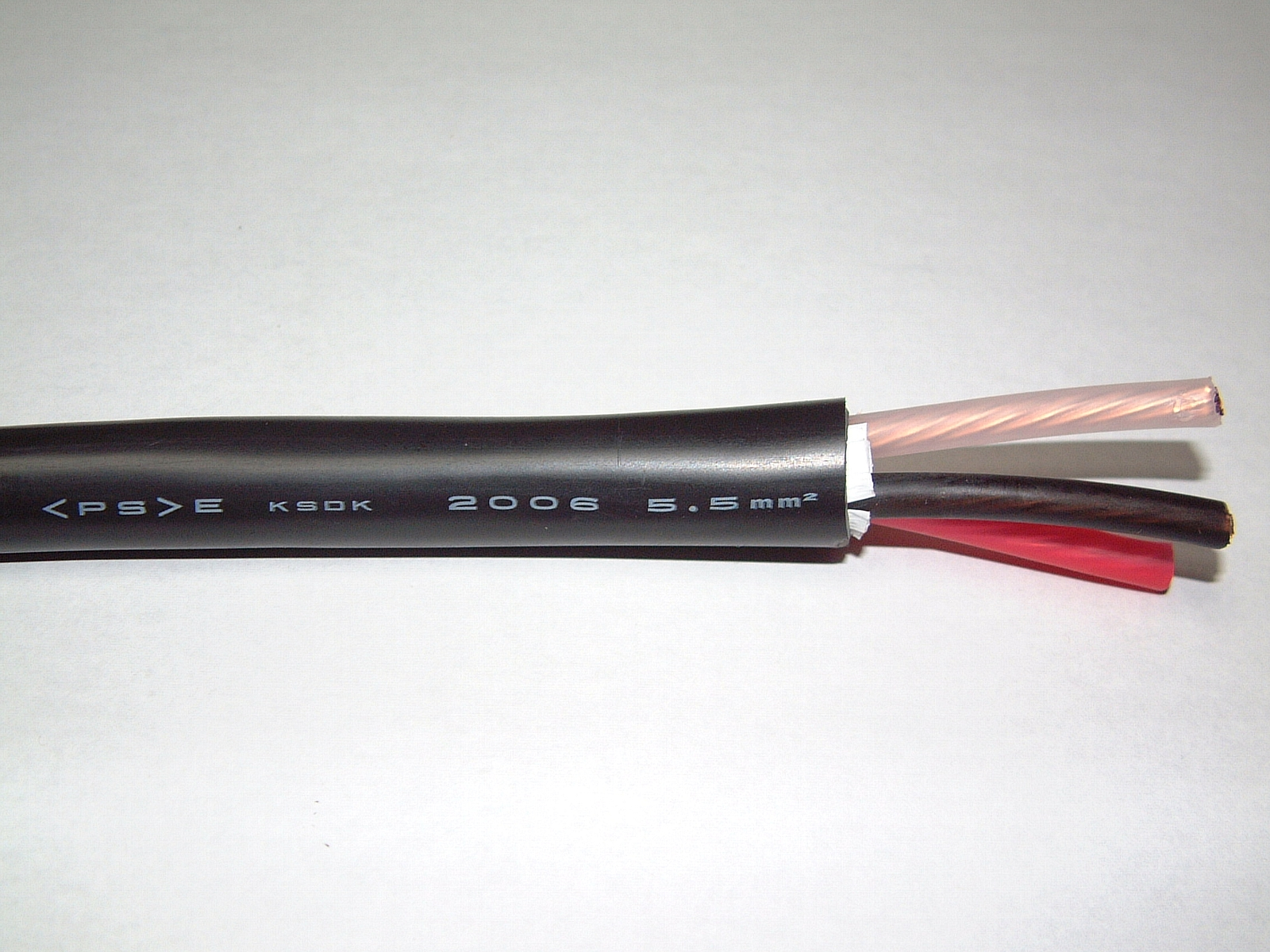
Câble électrique 2 fils + terre avec isolant plastique

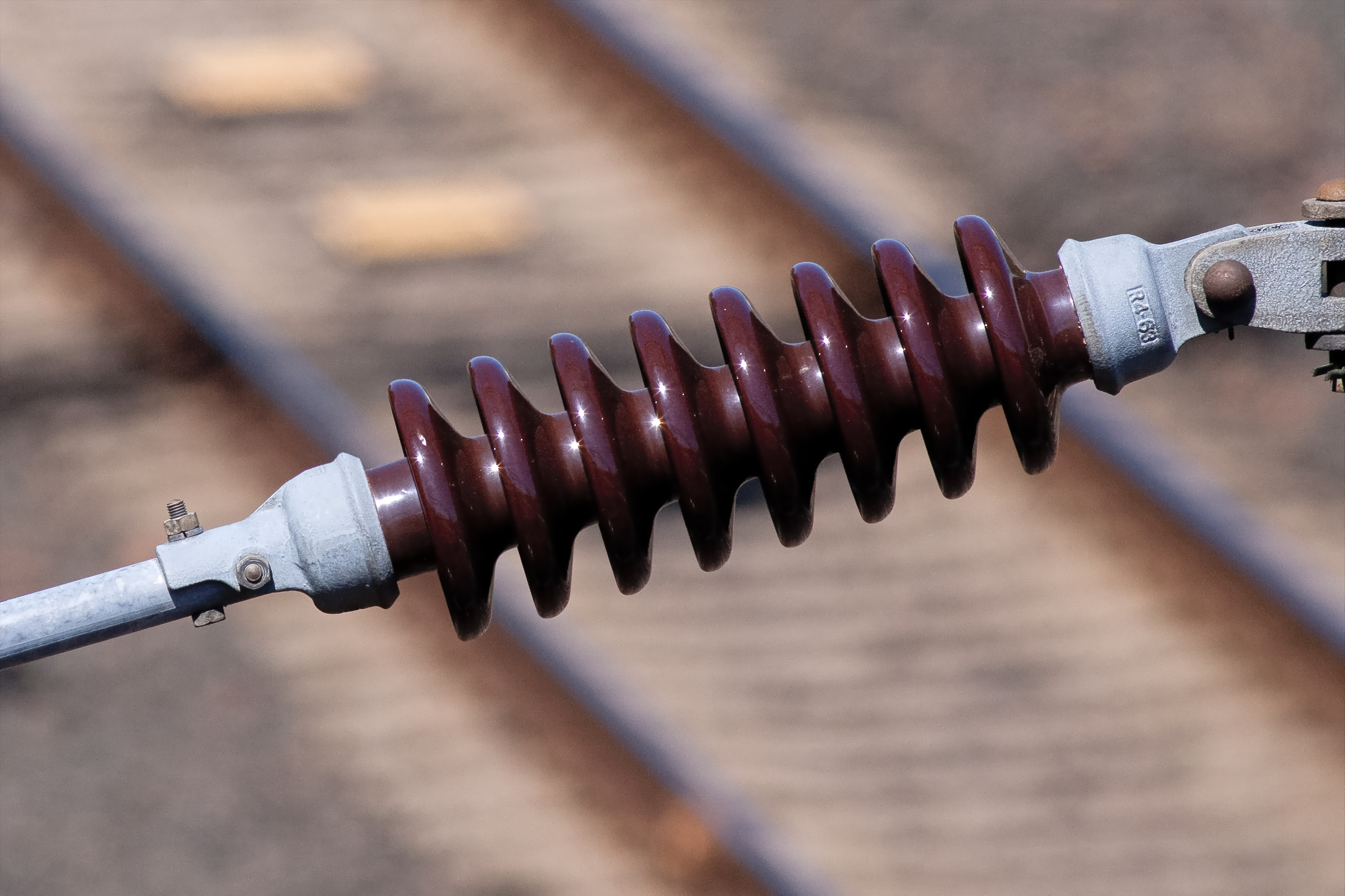
Isolateur céramique utilisé pour supporter les câbles haute tension

En électricité comme en électronique, un isolant électrique est une partie d'un composant ou un organe ayant pour fonction d'empêcher le passage de tout courant électrique entre deux parties conductrices soumises à une différence de potentiel électrique. Un isolant est constitué d'un matériau diélectrique qui possède peu de charges libres.

## Description
La faculté isolante d'un matériau s'explique par la notion de bandes d'énergie. 
Dans un solide constitué de N atomes, les niveaux d'énergies se répartissent en intervalles dits bandes d'énergies qui seront donc occupées par les électrons. Parmi ces bandes, deux seulement sont intéressantes car elles déterminent les propriétés électriques du solide, ces deux bandes sont la bande de valence (BDV) et la bande de conduction, séparées par une bande dite interdite car ne pouvant être occupée par les électrons.  
Dans un isolant, les électrons dans la bande de valence ne peuvent pas la quitter pour occuper la bande de conduction à cause de la largeur de la bande interdite très élevée, ainsi les électrons restent emprisonnés dans la bande de valence.
L'isolation électrique est rattachée à une propriété physique du matériau utilisé, la résistivité, exprimée en ohm⋅mètre (symbole Ω⋅m), associée à une grandeur physique mesurable, la résistance, qui s'exprime en ohms (symbole : Ω).
Un isolant électrique parfait a une conductance nulle et une résistance infinie, mais n'existe pas en pratique car il contient toujours une faible quantité de charges libres susceptibles de créer un courant.
Tous les isolants deviennent conducteurs lorsqu'ils sont soumis à une tension suffisamment élevée, appelée tension de claquage, associée à une propriété physique du matériau, la rigidité diélectrique, exprimée en volts par mètre (symbole V.m-1).

## Terminologie
Il ne faut pas confondre un isolant électrique, qui désigne une partie d'un composant destinée à empêcher la conduction électrique, et un isolateur qui désigne en électrotechnique « une pièce en matière isolante destinée à soutenir et à isoler un conducteur ». 
Il ne faut pas confondre isolation et isolement. L'isolation est l'ensemble (physique) des isolants mis en œuvre pour empêcher le passage d'un courant électrique. L'isolement est le résultat (mesure) de cette isolation. On vérifie une bonne isolation par une mesure d'isolement électrique.